# Krásnoplodka
Krásnoplodka (Callicarpa) je poměrně široký rod dřevin náležící do čeledi hluchavkovitých (Lamiaceae). Vyskytuje se převážně v tropech a subtropech Asie a Ameriky, mnohé druhy mají význam jako okrasné rostliny. V Česku je příležitostně pěstována krásnoplodka Bodinierova (Callicarpa bodinieri)

## Popis

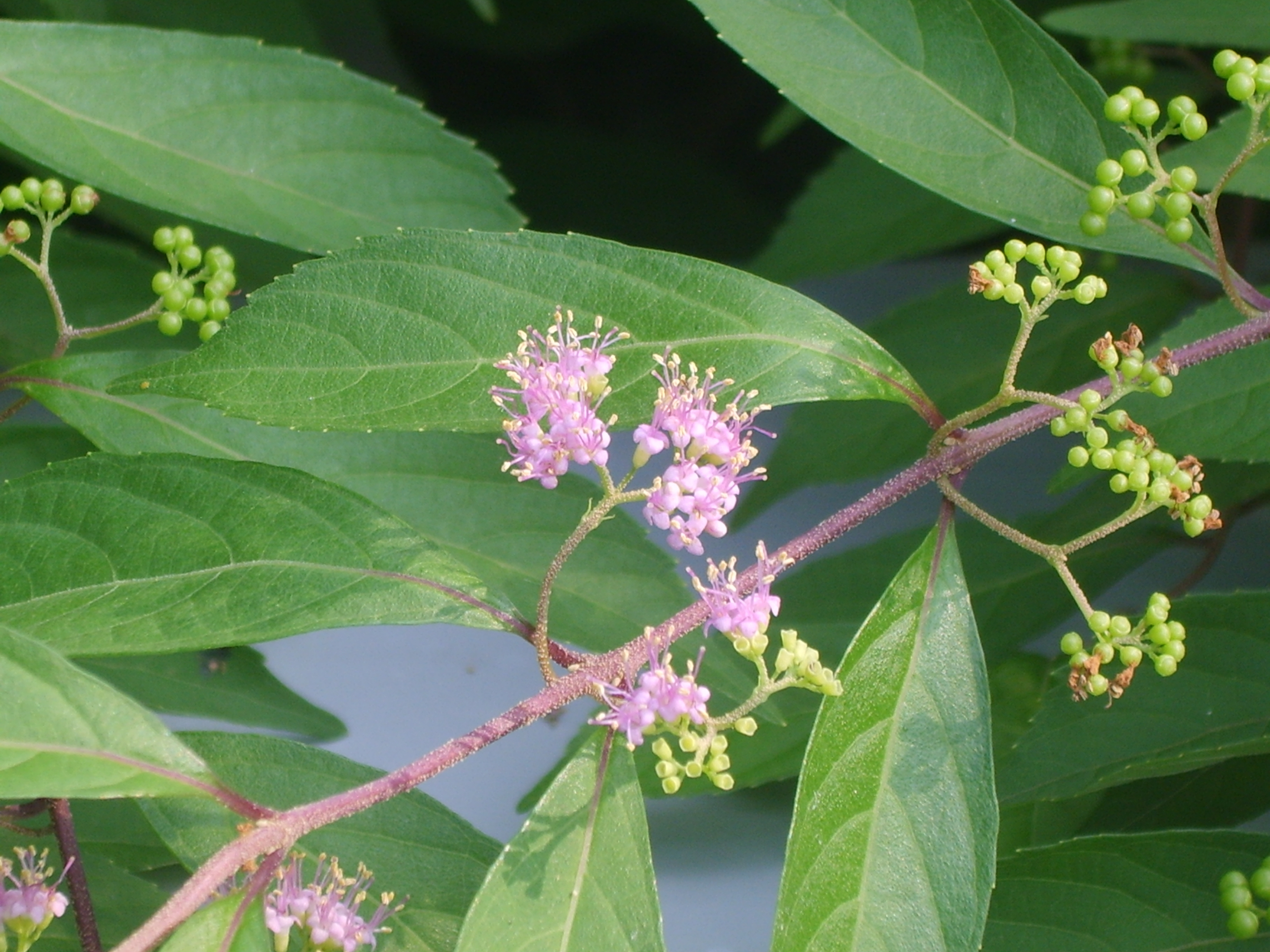
Detail vrcholičnatých květenství krásnoplodky vidličnaté

Obvykle keře či malé stromy, výjimečně též liánovitého habitu. Keřovité druhy jsou vysoké obvykle do 2 metrů; stromovitá Callicarpa yunnanensis ale dorůstá výšek 12–18 m. Tropické druhy jsou stálezelené, druhy subtropů a mírného pásu opadavé. Listy jsou jednoduché, vstřícné, řapíkaté, eliptické, vejčité nebo obvejčité, dle druhu 5–25 dlouhé; letorosty lysé nebo hustě chlupaté. Květy vyrůstají v proti sobě stojících stopkatých vrcholících. Kalich i koruna jsou téměř pravidelné, 4–5cípé; kalich je vytrvalý, koruna poměrně drobná, trubkovitá, barvy bílé, žluté, světle modré, růžové nebo fialové. Žláznaté tyčinky vyčnívají ven z květu, čnělka pestíku obvykle též. Plody jsou drobné, kulaté, červené, bílé, fialové nebo černé bobule s dužnatým exokarpem, obsahující několik semenných přihrádek. Mají trpkou a svíravou chuť a na rostlině vytrvávají dlouho do zimy.

## Rozšíření a ekologie

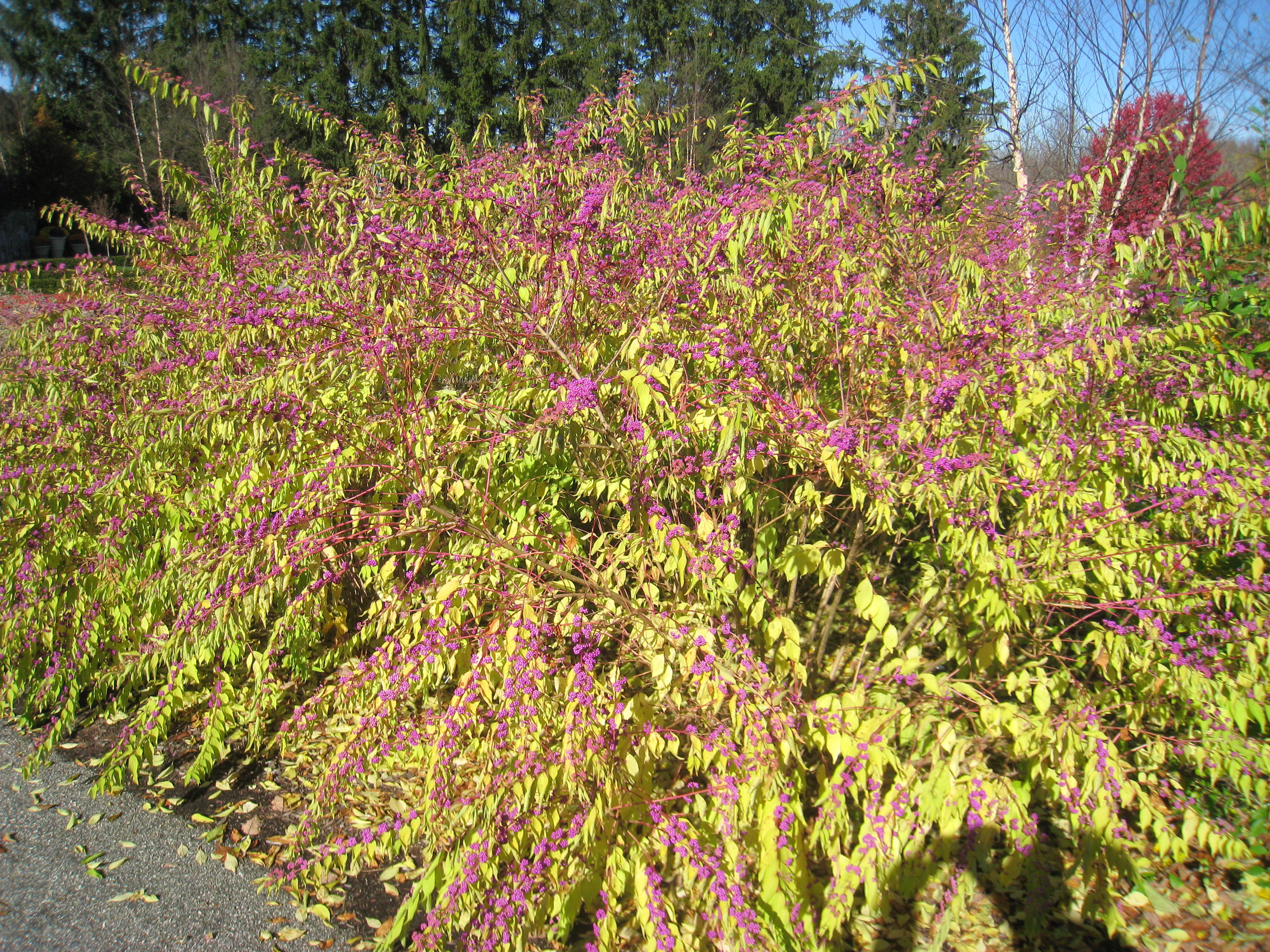
Časně podzimní habitus krásnoplodky japonské

Centrem druhové diverzity rodu krásnoplodka je tropická východní a jihovýchodní Asie (jih Číny, Indočína, Indonésie, Papuasie, Filipíny), poměrně hojný je také na Indickém subkontinentu a v subtropech východní Asie. Několik druhů roste v Austrálii, Japonsku, na Madagaskaru, na ostrovech Indického a Tichého oceánu, v tropech Jižní a Střední Ameriky a v Karibiku, zahrnuje též jižní oblasti Spojených států amerických; druh Callicarpa americana zde na severu zasahuje až po stát Maryland. Rostou obvykle jako podrost či příměs světlejších lesů, ať už na horských svazích či v údolích, a také v křovinách a houštinách kolem vodních toků.

## Taxonomie a systematika
Krásnoplodka patří mezi skupinu taxonů řazených původně do čeledi sporýšovitých (Verbenaceae), které byly fylogenetickými revizemi taxonomického systému rostlin na počátku 21. století přeřazeny mezi hluchavkovité. Vnitřní struktura rodu i jeho pozice v nové čeledi nebyly dlouho zcela vyjasněny; teprve rozsáhlými studiemi druhé dekády 21. století byl rod potvrzen jako monofyletický a formující v rámci hluchavkovitých samostatnou podčeleď Callicarpoideae v sesterské pozici k podčeledi Prostantheroideae, přičemž tyto dvě společně tvoří bazální klad čeledi sesterský ke všem ostatním hluchavkovitým. Uznáváno je více než 160 druhů, lektotypem je Callicarpa americana, druh vyskytující se na jihu a jihovýchodě USA.

## Zástupci
- krásnoplodka americká (Callicarpa americana)
- krásnoplodka Bodinierova (Callicarpa bodinieri)
- krásnoplodka Giraldova (Callicarpa giraldii)
- krásnoplodka japonská (Callicarpa japonica)
- krásnoplodka kvantungská (Callicarpa kwangtungensis)
- krásnoplodka měkká (Callicarpa mollis)
- krásnoplodka širasavánská (Callicarpa × shirasawana)
- krásnoplodka vidličnatá (Callicarpa dichotoma)
- krásnoplodka yunnanská (Callicarpa yunnanensis)[6][7]

## Význam
Některé druhy jsou pro obsah aromatických silic užívány v lokální medicíně při onemocnění dýchacích cest a jako repelent; testuje se též jako účinné antivirotikum. Krásnoplodka americká byla tradičně vysazována okolo pastvin, aby její vůně odpuzovala hmyz dotírající na dobytek; terpenoidů izolovaných z jejích pletiv (borneol, callicarpenal, intermedeol, spathulenol) je užíváno i na průmyslovou výrobu repelentního přípravku proti komárům. Z plodů, byť za syrova obtížně poživatelných, se v některých krajích připravují vína, rosoly a džemy. Krásnoplodky jsou také oblíbenými okrasnými dřevinami především pro své nápadně barevné a přes zimu vytrvávající plody a částečně také pro podzimní zbarvení listů, jež je žluté, načervenalé nebo nafialovělé.

## Pěstování v Česku
Většina druhů krásnoplodek není vhodná pro pěstování v mírném středoevropském klimatu; do úvahy zde přichází pouze otužilé druhy krásnoplodka americká (Callicarpa americana), vidličnatá (C. dichotoma), japonská (C. japonica) a asi nejčastěji pěstovaná krásnoplodka Bodinierova (C. bodinieri). Při pěstování v mírném pásmu vyžadují plné slunce, teplé a chráněné stanoviště a zimní přikrývku kořenů. Vhodná je propustná, humózní až hlinitá půda, vlhká, nebo dobře zásobená vodou a živinami, především vápníkem. Snáší pH půdy 5,6–7,5, tedy kyselé až neutrální, i průmyslové exhalace. Dobře snáší řez, ale většinou jej nevyžaduje, s výjimkou případného prořezu namrzlých výhonů po zimě. Obvykle netrpí škůdci. Rozmnožuje se řízkováním bylinnými nebo dřevitými řízky. Pro získání plodů je třeba vždy pěstovat několik keřů pohromadě, aby se mohly navzájem opylit.

## Galerie

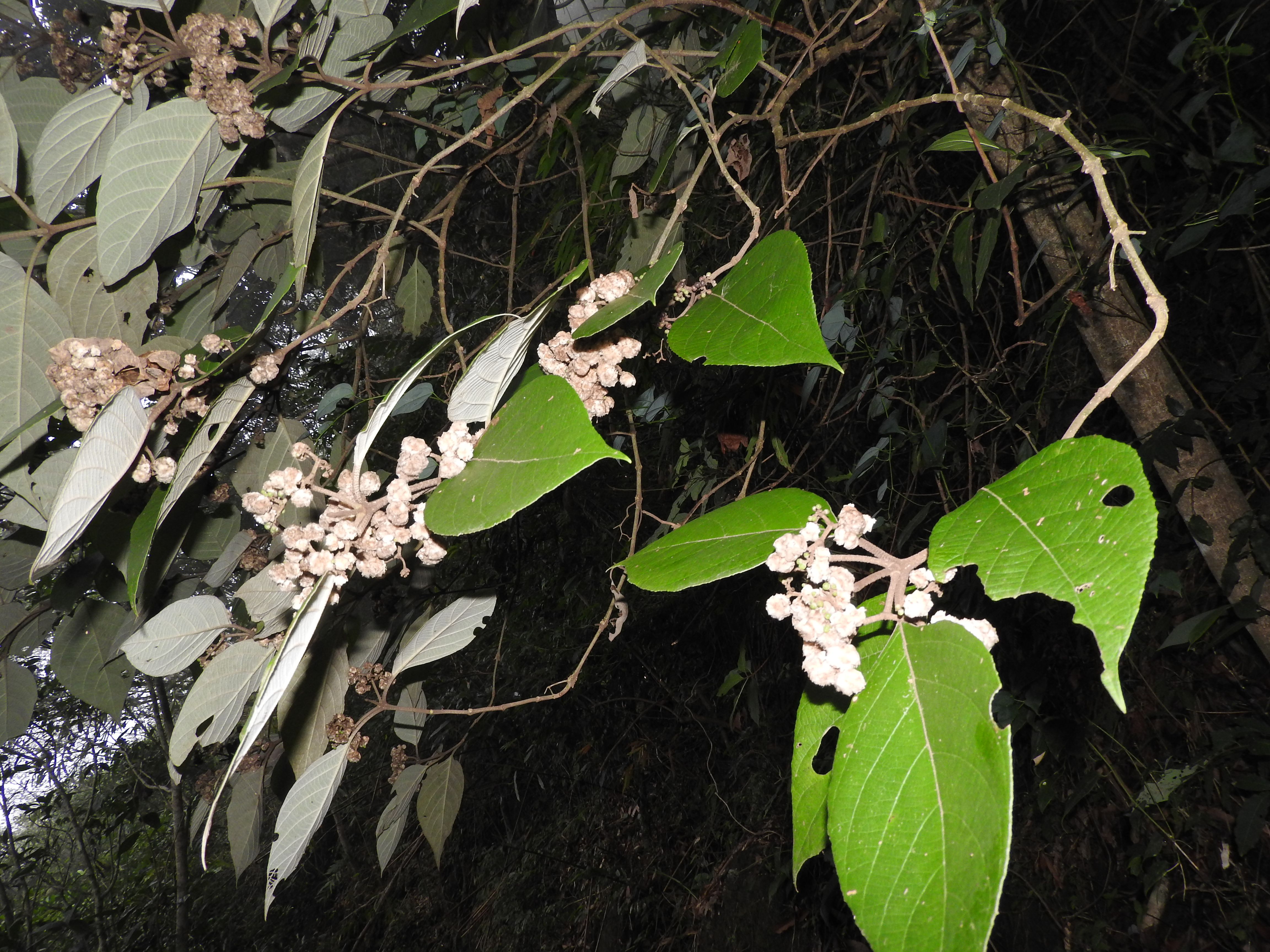
Callicarpa tomentosa
Callicarpa tomentosa – rozvíjející se mladé listy
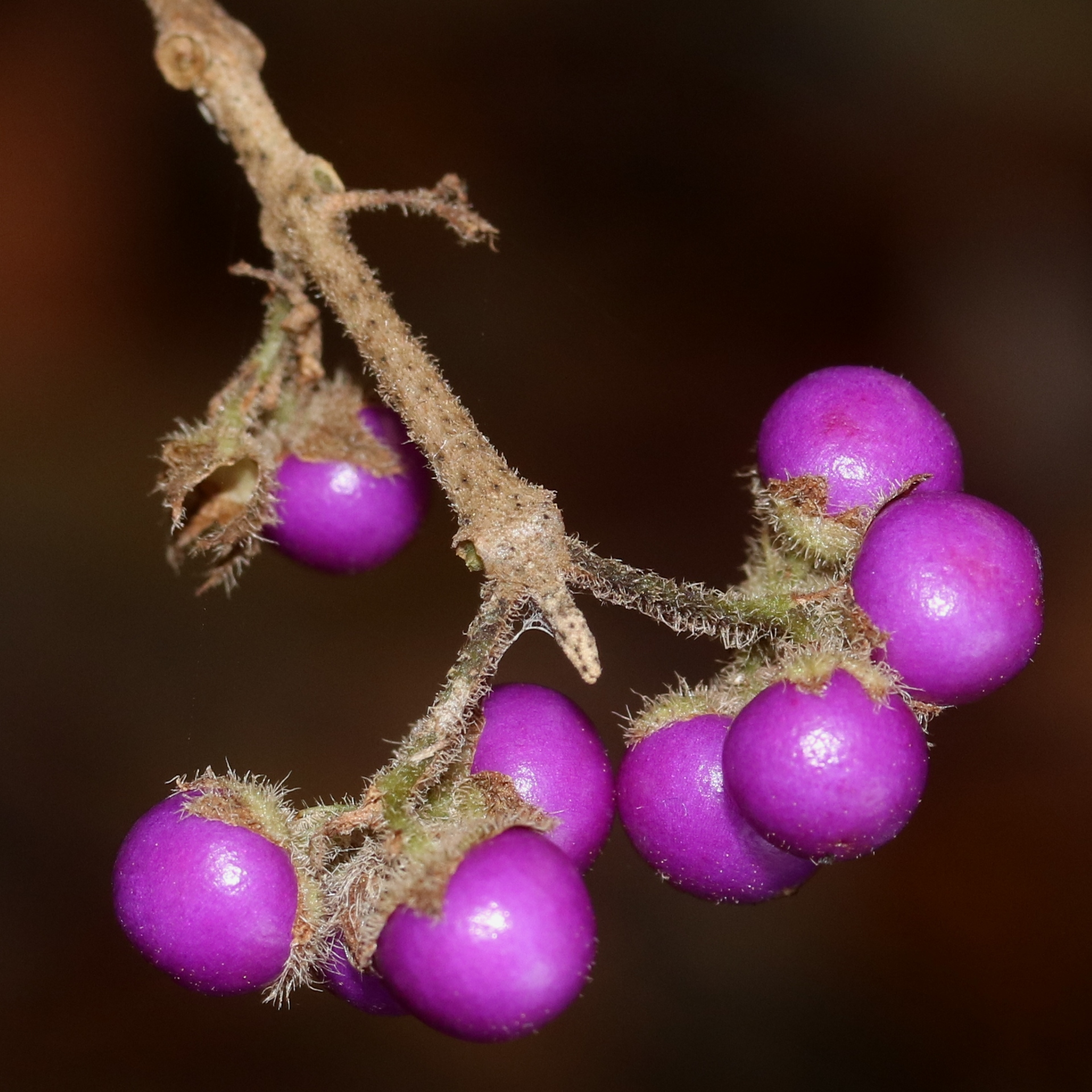
Detail plodenství krásnoplodky měkké
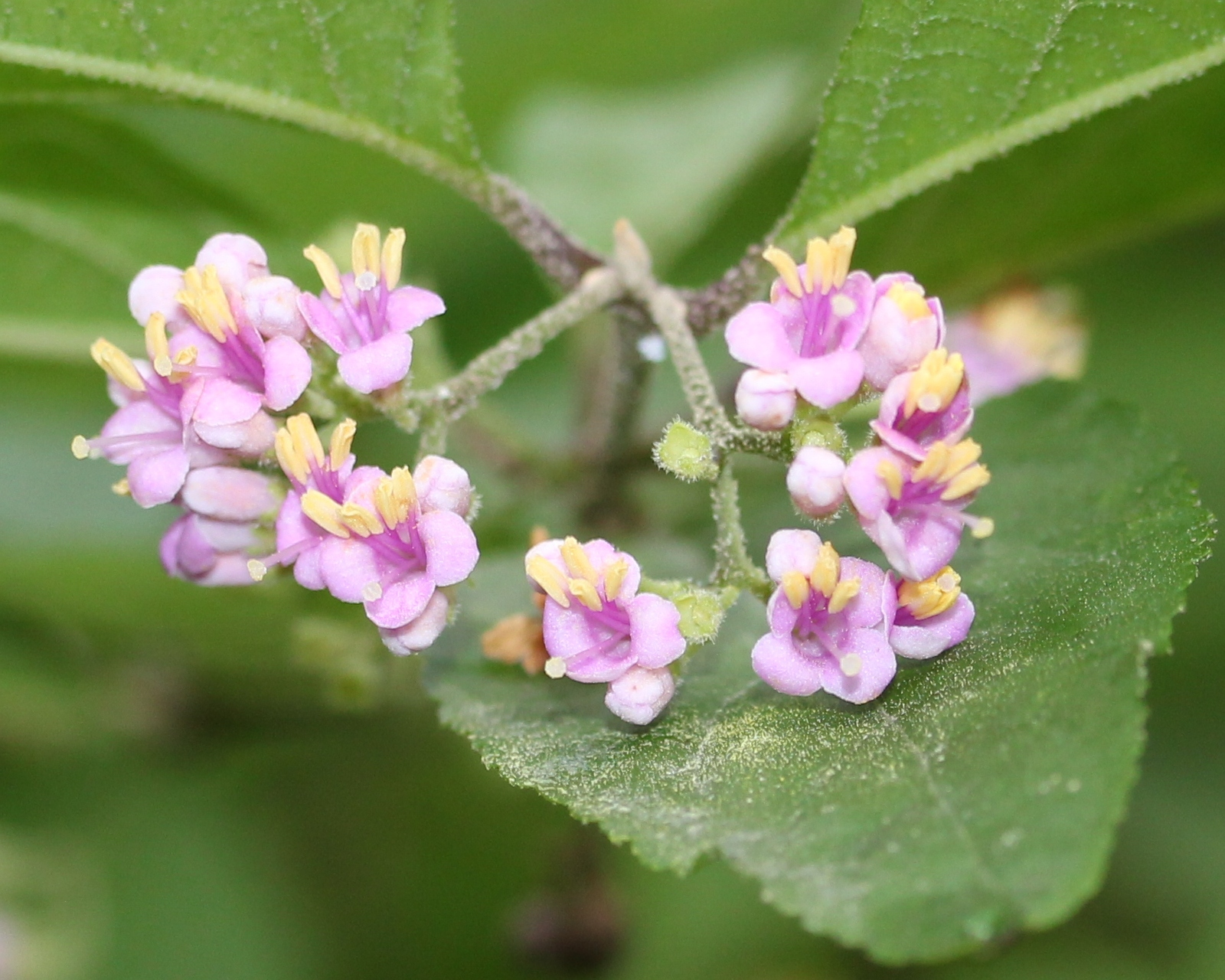
Květy krásnoplodky měkké
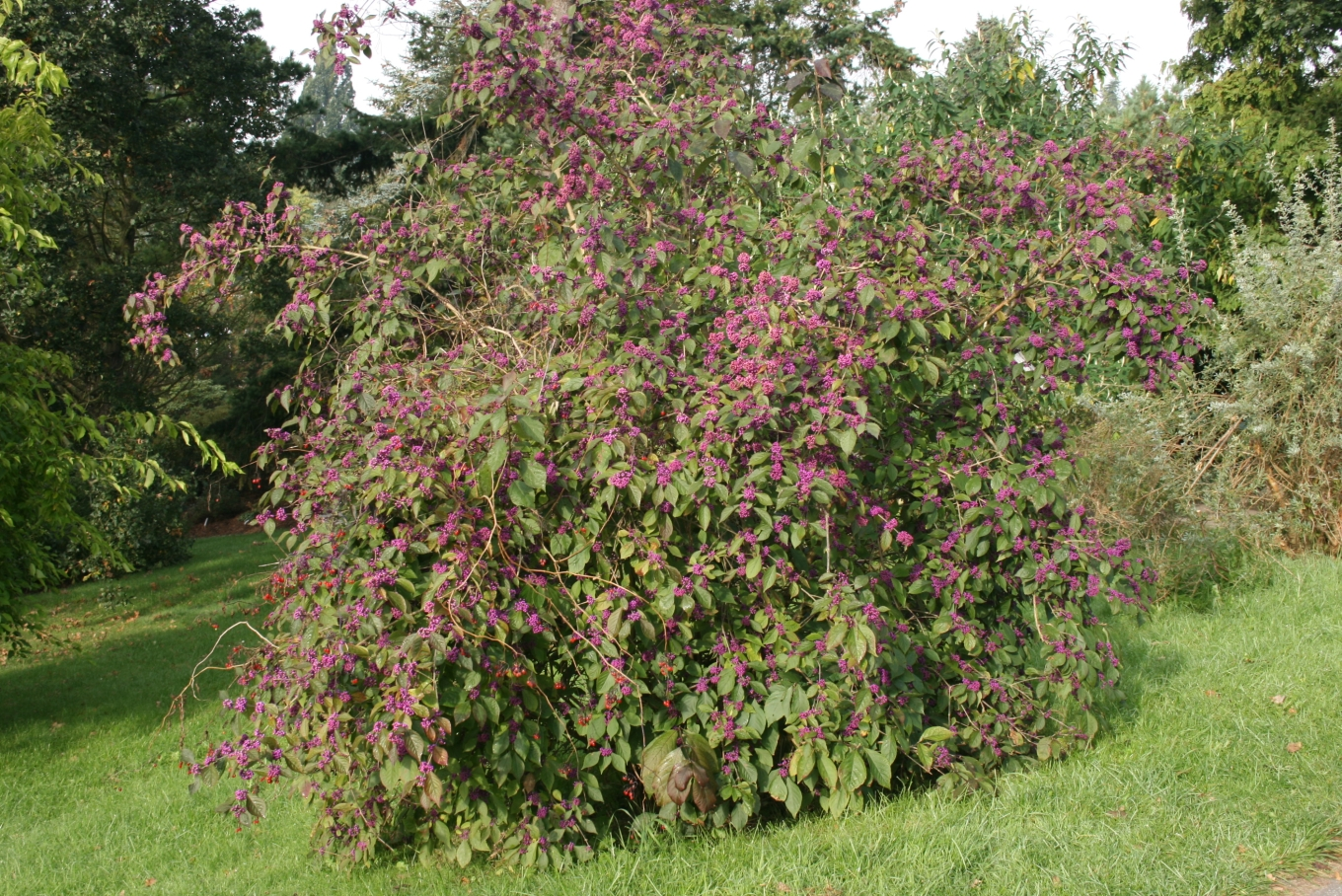
Krásnoplodka Bodinierova jako parková solitéra
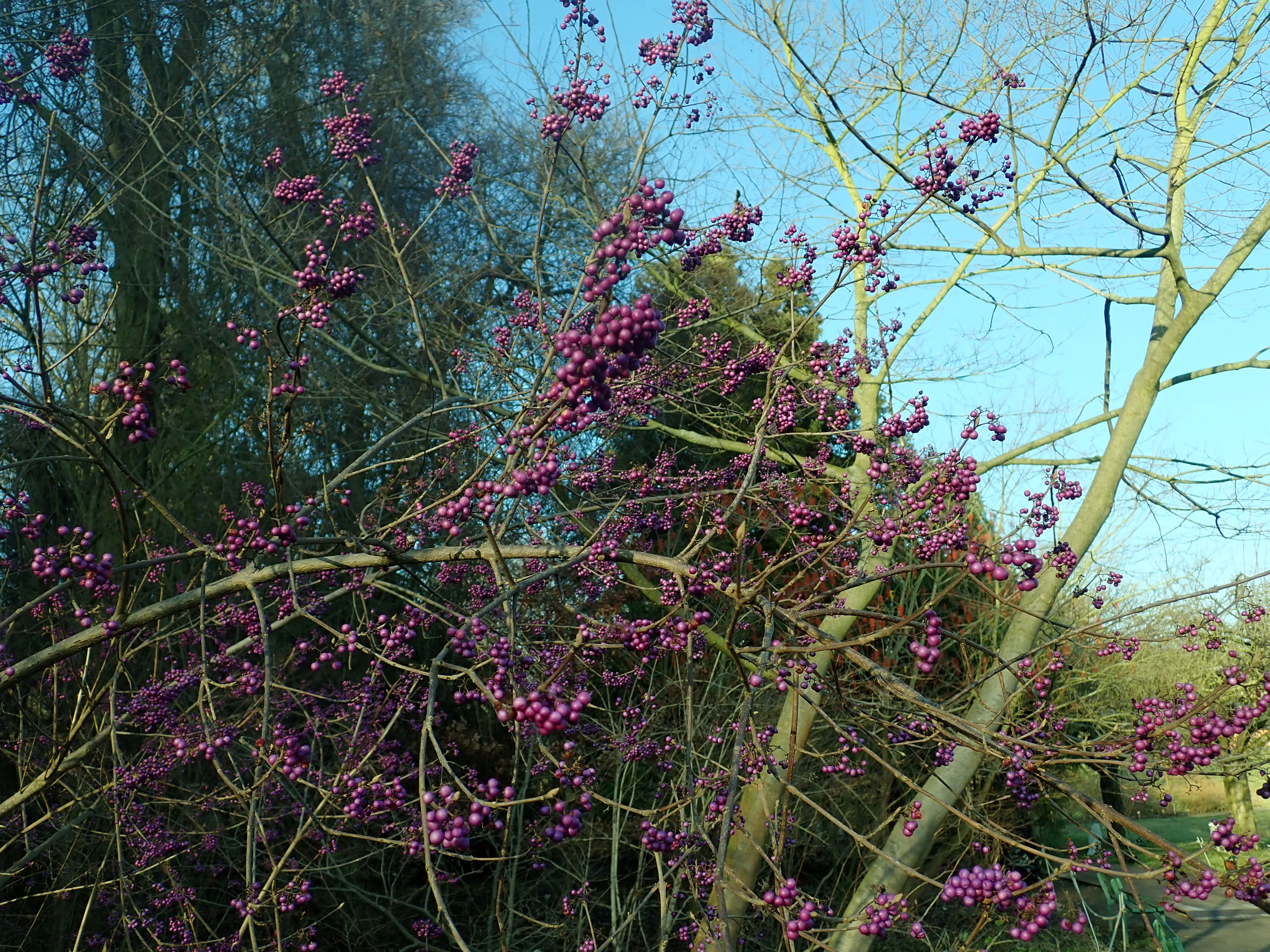
Zimní habitus s vytrvalými plody